# Трипура
Трипу́ра (бенг. ত্রিপুরা, англ. Tripura) — небольшой по площади штат на востоке Индии. Столица и крупнейший город — Агартала. Население 3 671 032 человек (22-е место среди штатов; данные 2011 г.). Площадь территории 10 492 км² (26-е место).

## География
Трипура расположена на северо-востоке Индии и не имеет выхода к морю. Граничит с Бангладеш (на западе, севере и юге) и индийскими штатами Ассам и Мизорам (на востоке). Местность — холмистая, представляет собой восточную окраину Индо-Гангской равнины. Климат — тропический, муссонный. Максимальная протяженность территории с севера на юг составляет всего 184 км, а с запада на восток — 113 км. Площадь штата — 10 492 км².

## История
В 1949 г. княжество Трипура присоединилось к Индийскому союзу, где получило статус штата категории "С". В 1956 г. статус Трипуры был изменен, и она стала союзной территорией. Штат Трипура образован 21 января 1972 года.
В конце апреля 1991 года до штата дошёл один из самых смертоносных циклонов в истории региона; к счастью для жителей к этому моменту циклон значительно ослабел и его удар был не сопоставим с тем, что пришёлся на побережье Бангладеш.

## Политика
Трипура — один из трёх штатов страны (наряду с Кералой и Западной Бенгалией), где традиционно сильны левые силы. С 1993 по 2018 у власти в штате находился Левый Фронт — коалиция Коммунистической партии Индии, Коммунистической партии Индии (марксистской) и ряда более мелких партий. После выборов 4 марта 2018 года к власти пришла Индийская народная партия, получившая 43 из 59 мест в законодательной ассамблее.

## Население
| 1951         | 1961           | 1971           | 1981           | 1991           | 2001           |
| ------------ | -------------- | -------------- | -------------- | -------------- | -------------- |
| 639 000 чел. | 1 142 000 чел. | 1 556 000 чел. | 2 053 000 чел. | 2 757 000 чел. | 3 199 203 чел. |

По данным переписи 2001 года, население Штата оставляет 3 199 203 человек, средняя плотность — 305 чел./км². Это составляет всего 0,31 % населения Индии. Около 70 % населения Трипуры — бенгальцы, оставшиеся 30 % представлены различными этническими группами, наиболее крупная из которых — народ трипура, говорящий на языке кокборок сино-тибетской семьи.
85,6 % населения исповедует индуизм, 8 % — ислам, 3,2 % — христианство и 3,1 % — буддизм.
Уровень грамотности составляет 73,2 %, что выше среднеиндийского показателя.

## Административное деление
В административном отношении штат делится на 8 округов:
- Агартала
- Амбасса
- Белония
- Гомати
- Дхарманагар
- Кховаи
- Сипахиджала
- Унакоти

## Экономика
Сельское хозяйство составляет основу экономики штата, здесь занято 64 % населения Трипуры. Основная культура — рис. Недра штата бедны полезными ископаемыми, имеются лишь скудные залежи каолинитов, железной руды, известняка и угля, а также более значительные — природного газа. Промышленность Трипуры по-прежнему развита очень слабо.